# آفاق خواجه
هدایت‌الله معروف به آفاق‌خواجه (۱۰۰۵ - ۱۰۷۲ ه‍.ش) (به اویغوری: ئاپاق خوجا) از رهبران دینی و سیاسی کاشغر در منطقهٔ مسلمان‌نشین اویغورها (در غرب چین امروزی) بود.
اندیشهٔ طریقت قادریه توسط سه نفر از بزرگان صوفیه از ایران و آسیای میانه یعنی شیخ عبدالقادر گیلانی، خواجه عبدالله و آفاق خواجه در چین انتشار یافت.

## پیشینه
آفاق‌خواجه نوادهٔ آموزگار نامدار صوفی نقشبندی، احمد کاسانی (۸۴۰-۹) (معروف به مخدوم اعظم)، بود و آفاق‌خواجه خود نیز به عنوان یک آموزگار صوفی شهرت داشت. آفاق‌خواجه در سال ۱۶۲۶ در شهر قومول در شمال سین‌کیانگ امروزی به دنیا آمد.
آفاق‌خواجه در سال ۱۰۱۷ ه‍.ش در سن ۱۲ سالگی به همراه پدر خود به کاشغر آمد و در آنجا ساکن شد.
آرامگاه آفاق‌خواجه در کاشغر که از نظر نما و نقشه به معماری بناهای آرامگاهی و مساجد ایران بسیار نزدیک است.